# Unterägeri
Unterägeri – miejscowość i gmina (Politische Gemeinde) w środkowej Szwajcarii, w kantonie Zug. Leży nad jeziorem Ägerisee.

## Demografia
W Unterägeri mieszkają 9243 osoby. W 2021 roku 26,6% populacji gminy stanowiły osoby urodzone poza Szwajcarią.

## Transport
Przez teren gminy przebiega droga główna nr 381.